# کیروفسک، اوبلاست مورمانسک
شهر کیروفسک، اوبلاست مورمانسک (به روسی: Кировск) در کشور روسیه و در اوبلاست مورمانسک واقع شده‌است.

## نگارخانه

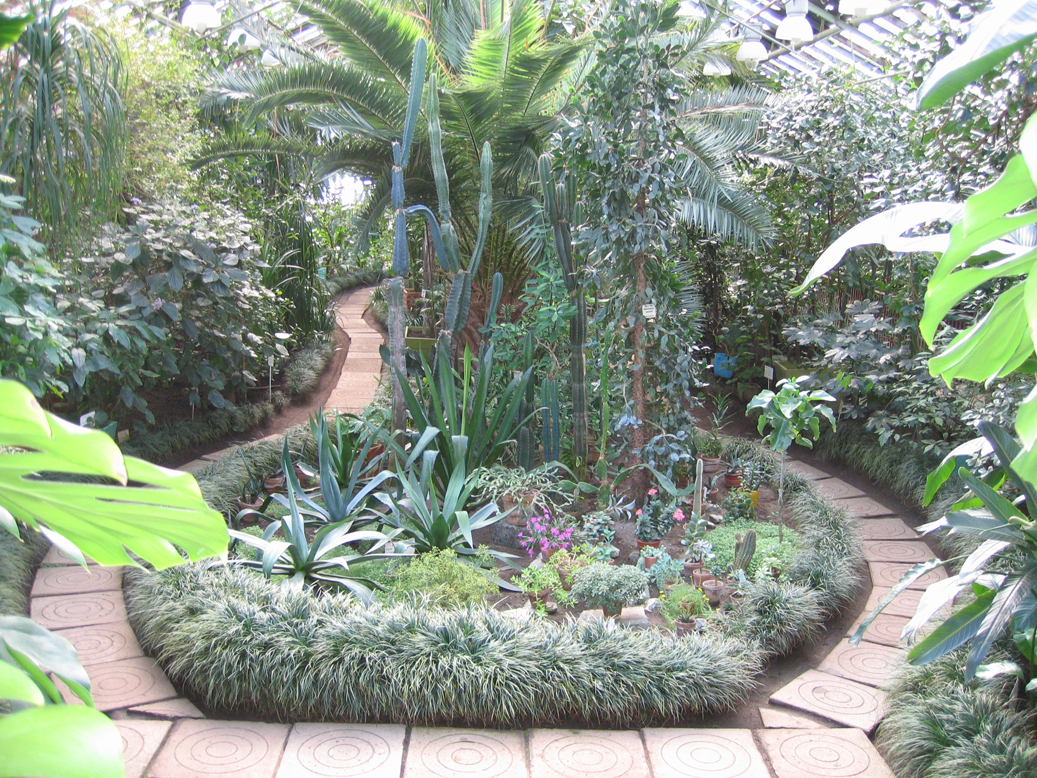
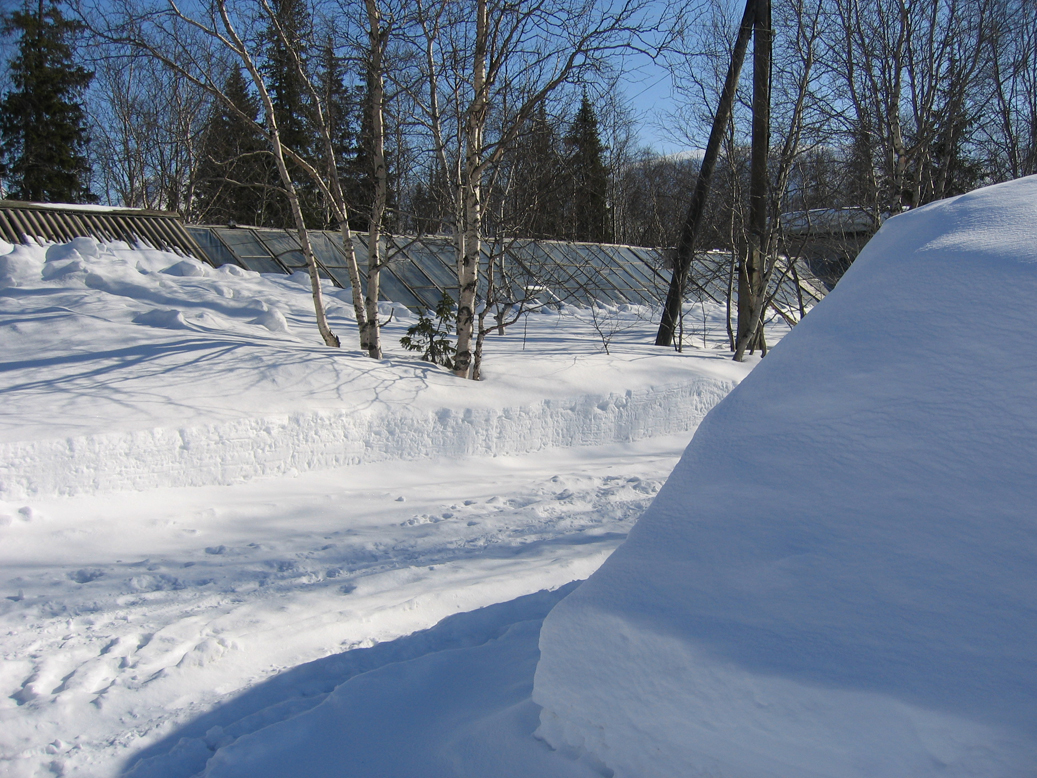
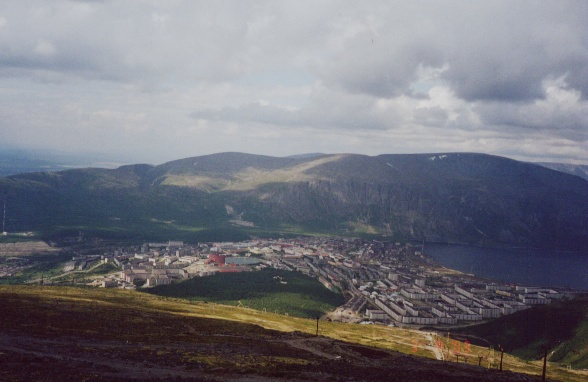
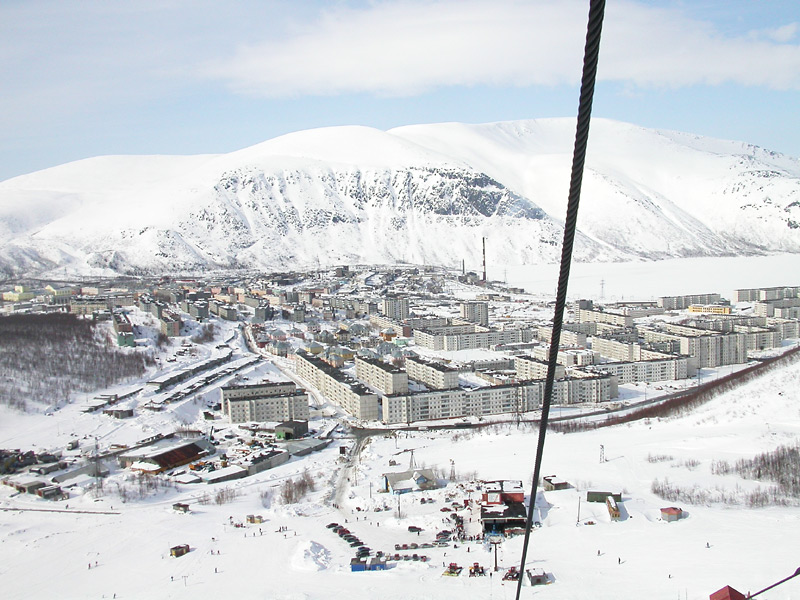